# 2691 Sersic
A 2691 Sersic (ideiglenes jelöléssel 1974 KB) a Naprendszer kisbolygóövében található aszteroida. Félix Aguilar Obszervatórium fedezte fel 1974. május 18-án.